# Graptopetalum amethystinum
Graptopetalum amethystinum, vrsta vazdazelene trajnice iz Meksika (Durango, Sinaloa, Jalisco, Zacatecas). 

## O uzgoju
- Preporučena temperatura:  Noć: 9-11°C
- Tolerancija hladnoće:  najviše do -2°C
- Tolerancija vručine:  podnosi samo jutarnje sunce
- Minimalna temperatura:  10°C
- Izloženost suncu:  mora biti u sjeni
- Porijeklo:  Meksiko (Jalisco)
- Potrebnost vode:  prilagođena količina vode
- Razmnožavanje: pomoću sjemenja, rezanjem listova

## Vanjske poveznice
|  | Zajednički poslužitelj ima stranicu o temi Graptopetalum amethystinum    |
|  | Zajednički poslužitelj ima još gradiva o temi Graptopetalum amethystinum |
|  | Wikivrste imaju podatke o taksonu Graptopetalum amethystinum             |